# Giovanni Antonio Campano
 (mars 2025).
Giovanni Antonio Campano (né à Galluccio le 27 février 1429 et mort à Sienne le 15 juillet 1477), est un humaniste de Renaissance et évêque italien.

## Biographie
Fils d'une famille pauvre de Cavelli, Giovanni Antonio Campano naquit en 1427. Il prit son nom du mot latin Campania, qui désigne la Terre de Labour, (actuelle Campanie) où est situé le village de Cavelli. Orphelin dès son bas âge, Campano fut d'abord élevé par son oncle, puis passa au service d'un curé de campagne, qui, lui voyant quelques dispositions, lui enseigna la langue latine. Il alla continuer ses études a Naples, et y fut précepteur. En 1452, il partit dans l'idée d'étudier le droit à Sienne, mais, victime d'une agression par des soldats agissant en bandits de grand-chemin, il arrêta son périple à Pérouse, où il étudia le grec avec  Démétrios Chalcondyle, sans succès.  Ammannati-Piccolomini l'introduisit à la cour du pape, où il composa deux petits traités : De regendo magistratu et De dignitate matrimonii.
En 1462, Pie II nomma Campano évêque de Crotone, puis de Teramo. Paul II conféra à Campano l'archiprêtré de St-Eustache, et l'envoya avec le cardinal de Sienne à Ratisbonne. Sixte IV, successeur de Paul lI, avait été à Pérouse le professeur de Campano, et lui donna le gouvernement de Todi. Campano  ne put apaiser les troubles qui y régnaient, et ne fut pas plus heureux à Foligno, ni a Città di Castello. Le pape résolut d'y envoyer des troupes ; mais ces troupes ayant commis de grands excès à Todi et à Spolète, les habitants de Città di Castello fermèrent leurs portes, en représentant au pape qu'ils étaient prêts à lui obéir en tout, pourvu qu'il ne les forçât pas à recevoir des soldats. On fit alors le siege de cette place. Campano, gouverneur de la ville, écrivit à ce sujet au pape : « Si Votre Sainteté n'y met point d'autre ordre, qu'est-ce que tout ceci, sinon une cruauté digne des Turcs, et non une conduite chrétienne, sacerdotale, ou qui ressemble à celle du Sauveur ? » Sixte IV ôta le gouvernement à Campano, qui fut banni des États pontificaux. Campano alla à Naples, où le roi lui donna le titre de son secrétaire, et lui fit de grandes promesses. Ennuyé d'en attendre l'effet, il se retira à Teramo, puis à Sienne, où il mourut le 15 juillet 1477.

## Œuvres
Les œuvres de Campano ont été imprimées d'abord à Rome, 1495, in-fol., puis à Venise, par les soins de Ferno, qui y ajouta la vie de l'auteur. Les Mémoires de Niceron, t. 10, 20 partie, p. 296, donnent le détail des ouvrages contenus dans cette edition ; les principaux sont plusieurs harangues, oraisons funèbres, panégyriques, etc. ; neuf livres d'épîtres ; la Vie de Pie II ; la Vie d'Andrea Braccio ; cet ouvrage a été imprimé a part, Bâle, 1543, in-8° ; la traduction italienne a paru en 1636, huit livres d'élégies et d'épigrammes.
Johann Burckhardt Mencke a fait reimprimer les Epistolæ et Poemata, Leipzig, 1707, in-8°. Le nouvel éditeur désirait qu'on réimprimât tous les ouvrages de Campano, et Friedrich Otto Mencke, son fils, fit imprimer un volume intitulé : J.Ant. Campani Opera selectiora, Leipzig, 1734, in-8°. On y trouve la Vie de Braccio, la Vie de Pie II, trois livres contre l'Ingratitude, une Description de Trasimene, et les deux traités De regendo magistratu et De dignitate matrimonii. Il ne paraît pas que les harangues de Campani aient eté réimprimées par les soins de l'un ou de l'autre Mencken.